# 米国バプテスト同盟
米国バプテスト同盟（べいこくバプテストどうめい）は、アメリカ合衆国のバプテスト教会による組織。正式名称は「アメリカ合衆国におけるアメリカ・バプテスト諸教会」（英:ABC/USA、American Baptist Churches in the USA）。
パティキュラー・バプテスト派が、1844年12月17日の定期総会において奴隷問題をめぐり決裂、1845年に南部バプテスト信者が定期総会から分離した後、定期総会に立脚した側は、「米国バプテスト宣教連合」を組織した。その後、1907年に米国のバプテストの諸教団が合同し「北部バプテスト大会」、1950年「米国バプテスト大会」、1972年「アメリカ合衆国におけるアメリカ・バプテスト教会」と改名して現在にいたる。